# Peter Dalle
Peter Dalle, švedski igralec, komik, pisatelj in filmski režiser, * 5. december 1956.

## Življenjepis
- seznam švedskih igralcev
- seznam švedskih komikov
- seznam švedskih pisateljev
- seznam švedskih filmskih režiserjev